# Sainte Catherine d'Alexandrie (Le Caravage)
Pour les articles homonymes, voir Sainte Catherine d'Alexandrie (homonymie).
Sainte Catherine d'Alexandrie (en italien Santa Caterina d'Alessandria) est un tableau de Caravage peint vers 1598 et conservé au Musée Thyssen-Bornemisza de Madrid.

## Historique

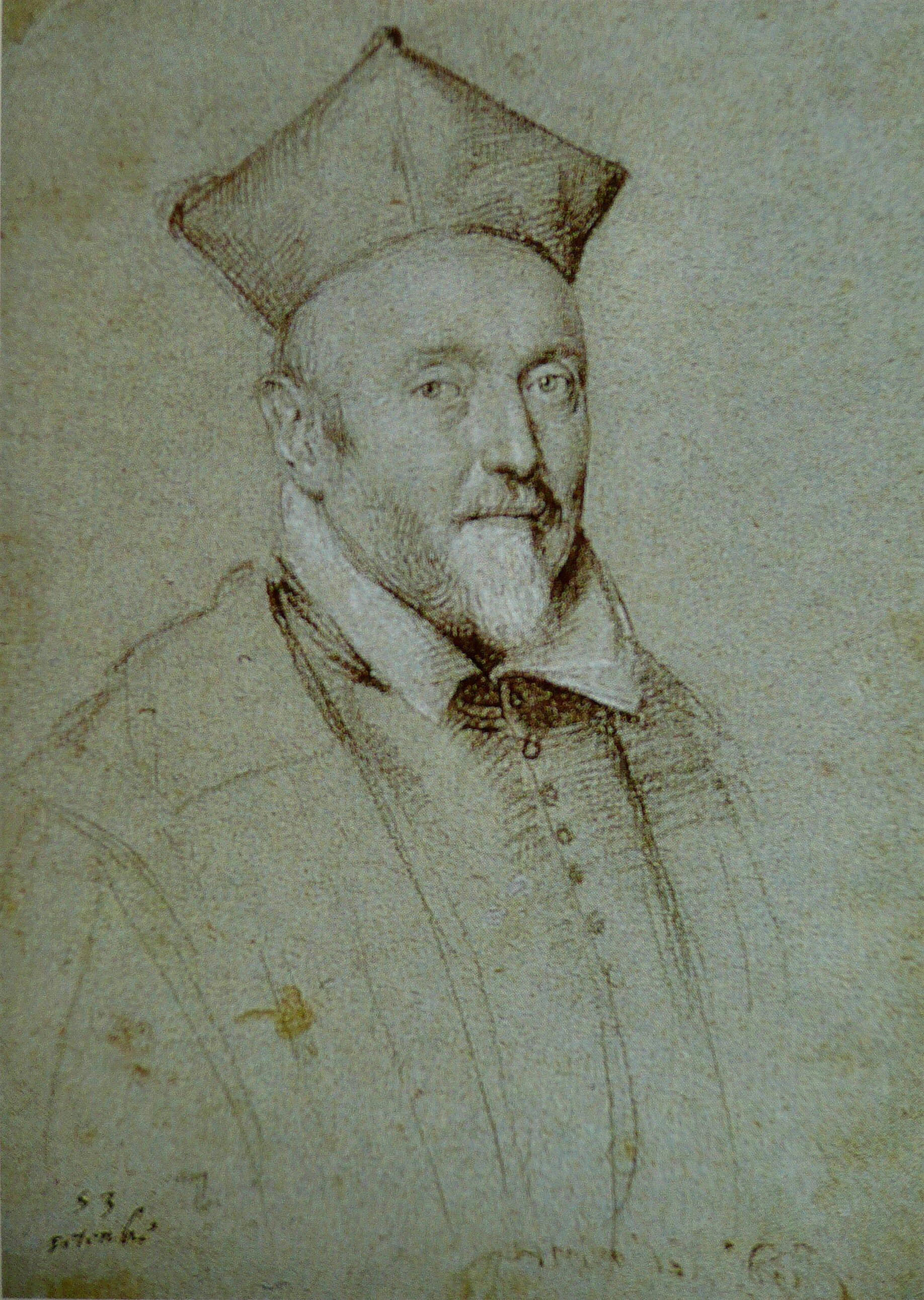
Portrait du cardinal del Monte, commanditaire du tableau de Caravage, par Ottavio Leoni (1616).

Ce tableau est peint en mémoire du procès et de la condamnation de Beatrice Cenci pour parricide en utilisant la courtisane Fillide Melandroni comme modèle. Il fait partie des collections du cardinal Francesco Maria del Monte qui lui commande cette unique œuvre de dévotion.
Contrairement à beaucoup d'autres œuvres de Caravage, le parcours de ce tableau est bien connu. Son biographe du XVIIe siècle Bellori l'évoque en parallèle avec d'autres tableaux peints lors de cette époque passée sous la protection de del Monte, et l'associe particulièrement à « une femme en chemise qui joue du luth » (sans doute une référence au Joueur de luth) pour souligner la tendance de Caravage à adopter « un coloris plus sombre, car [il] commençait déjà à accentuer les obscurs ». 
En 1626, sa présence est attestée parmi les biens d'Uguccione del Monte, héritier du cardinal ; puis il est vendu et entre pour plusieurs siècles en possession de la famille Barberini, sans doute à travers une acquisition faite par le cardinal Antonio Barberini, frère du pape Urbain VIII dont Caravage avait réalisé le portrait vers 1603. C'est en 1934 qu'il entre dans la collection Thyssen-Bornemisza par le biais d'une galerie de Lucerne,. L'essentiel de cette collection est enfin racheté par le gouvernement espagnol et installé en 1993 à Madrid au musée Thyssen-Bornemisza.

## Attribution
L'analyse initiale de Roberto Longhi, pourtant grand spécialiste du peintre, le fait pencher en 1916 pour une attribution du tableau à Gentileschi ; il reste d'ailleurs associé à « l'école caravagesque » lors de l'exposition de 1922 au palais Pitti. Les études ultérieures convergent toutefois pour une attribution à Caravage, laquelle ne pose aujourd'hui plus de difficulté.

## Description
Sainte Catherine d'Alexandrie apparaît, selon l'iconographie chrétienne, accompagnée des attributs très visibles de son martyre : la roue dentée qui fut brisée par l'intervention divine avant que le supplice n'ait pu commencer, l'épée qui fit d'elle une martyre par décapitation, la palme des martyres. La composition du Caravage transforme la roue monumentale et son essieu comme prie-Dieu équipé de drapés, un riche coussin la supporte. L'auréole de la sainte est a contrario très discrète.
Les couleurs et le réalisme avec lequel sont dépeintes les étoffes, s'inspirent des précurseurs lombards de Caravage. Mais il crée dans cette œuvre de puissants contrastes de lumière, renforcés par la robe noire de Catherine sur fond obscur, ce qui donne à l'éclairage oblique le sens spirituel du symbole d'« illumination ». À partir de 1597, Caravage fait de ce principe son trait stylistique caractéristique : les jeux de lumière dans sa peinture jouent dès lors un rôle considérable.
La source de lumière est placée à droite, ce qui est inhabituel chez Caravage, et peut faire penser que le tableau a été composé en pensant à un emplacement qui lui serait spécialement réservé.